# Граш, Катрин
Катрин Граш (дат. Cathrine Grage; р. 13 октября 1976) — датская спортсменка-конькобежец, участница чемпионатов Европы с 2006 по 2011 годы и Чемпионатов мира на отдельных дистанциях 2008 и 2010, многократный рекордсмен Дании. Участница Зимних Олимпийских игр 2010 года, заняла 27-е на 3000 м и 14-е на 5000 м. Чемпионка Дании по шоссейному велоспорту в групповой гонке 2012 года.

## Личные рекорды
| Дистанция               | Результат | Дата             | Город          |
| ----------------------- | --------- | ---------------- | -------------- |
| 500 м                   | 42,27*    | 19 декабря 2009  | Калгари        |
| 1000 м                  | 1.21,68   | 19 декабря 2009  | Калгари        |
| 1500 м                  | 1.59,86*  | 12 декабря 2009  | Солт-Лейк-Сити |
| 3000 м                  | 4.07,73*  | 11 декабря 2009  | Калгари        |
| 5000 м                  | 7.10,24*  | 21 ноября 2009   | Хамар          |
| 10000 м                 | 15.11,84* | 20 марта 2009    | Калгари        |
| Спринтерское многоборье | 168,790*  | 16-21 марта 2010 | Калгари        |
| Классическое многоборье | 173,171*  | 13-17 марта 2007 | Калгари        |

* - рекорд Дании